# Comer (Georgie)
Comer je město v Madison County, v Georgii, ve Spojených státech amerických. V roce 2011 žilo ve městě 1129 obyvatel.

## Demografie
Podle sčítání lidí v roce 2000 žilo ve městě 1052 obyvatel, 391 domácností a 251 rodin. V roce 2011 žilo ve městě 523 mužů (46,4%), a 606 žen (53,6%). Průměrný věk obyvatele je 39 let.